# Katharine Martha Houghton Hepburn
Pour les articles homonymes, voir Hepburn.
Katharine Martha Houghton Hepburn (2 février 1878 - 17 mars 1951) est une féministe américaine, militante pour le droit de vote des femmes aux États-Unis.
Elle a été présidente de la Connecticut Woman Suffrage Association (en), et membre du National Woman's Party. Elle a fondé avec Margaret Sanger l'organisation qui prendra ultérieurement le nom de Planned Parenthood.
Mariée à Thomas Norval Hepburn en 1904, elle est la mère de Richard, Thomas, Robert, Marion, Margaret, et de l'actrice Katharine Hepburn, ainsi que la grand-mère de l'actrice Katharine Houghton.

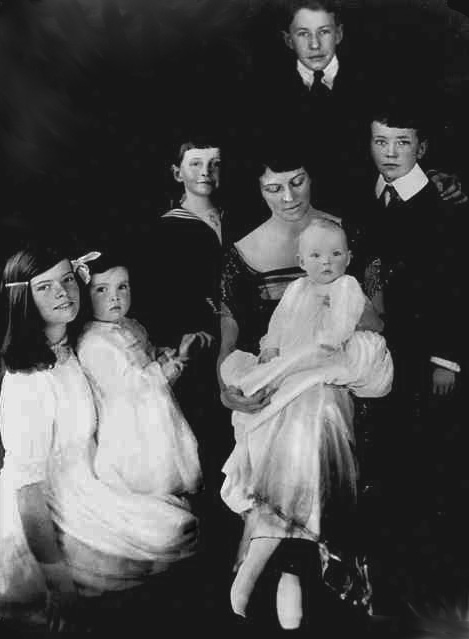
Katharine Hepburn avec ses six enfants en 1921.

## Au cinéma
Le rôle de Katharine Hepburn est interprété par Frances Conroy dans le film de 2004 Aviator.